# عبد الفتاح إسماعيل الجوفي
عبد الفتاح إسماعيل علي الجوفي (28 يوليو 1939 - 13 يناير 1986) كان رئيس هيئة أركان مجلس الشعب الأعلى، ورئيس سابق لدولة جنوب اليمن، ومنظر سياسي، والمؤسس والزعيم الأول للحزب الاشتراكي اليمني وذلك من الفترة 21 ديسمبر 1978م إلى 1980م. أعدم بدون محاكمة[بحاجة لمصدر] وذلك في 13 يناير 1986 جنباً إلى جنب مع ثلاثة آخرين بحجة التآمر لقلب نظام علي ناصر محمد.

## السيرة الذاتية
ولد عبد الفتاح إسماعيل من  في قرية الأشعاب في عزلة الأغابرة بحيفان التابعة لقضاء الحجرية، محافظة تعز شمال اليمن يوليو 1939. تلقى تعليمه في عدن، حيث عمل فيها بعد ذلك كمتدرب في مصفاة لتكرير النفط من عام 1957م إلى 1961م. ساهم في تأسيس حركة القوميين العرب في جنوب اليمن، كما ساهم في تشكيل عدد من خلاياها حتى اعتقاله من قِبل السلطات البريطانية في عدن بتهمة التحريض السياسي للعمال.
في عام 1961م أصبح عبد الفتاح معلماً في مدرسة تقع في أحد أحياء مدينة عدن، وكان في ذلك الوقت لا يزال يواصل نشاطه السياسي. يعتبر أحد مؤسسي الجبهة القومية للتحرير. في 14 أكتوبر 1963م، وبعد قيام جبهة التحرير القومية بثورتها لتحرير جنوب اليمن من الاستعمار البريطاني، تفرغ عبد الفتاح إسماعيل للعمل الثوري بشكل كامل. أصبح عبد الفتاح قائد الجناح العسكري لجبهة التحرير القومية الذي يحمل اسم (فدائيين) في عدن.
انتخب بعد ذلك ليصبح عضواً في اللجنة التنفيذية وذلك في كلاً من الدورة الأولى والثانية والثالثة (1965 - 1967م). بعد إن نال جنوب اليمن استقلاله في عام 1967م تم تعيين عبد الفتاح إسماعيل وزيراً للثقافة والوحدة اليمنية. في الاجتماع الرابع للجبهة القومية للتحرير دان له دور بارز في تحديد الخط التدريجي للثورة. في مارس 1968م تم اعتقاله وإلقائه في المنفى من قبل الجناح الأيمن لجبهة التحرير القومية. في المنفى صاغ مسودة برنامج جبهة التحرير القومية البيان اليساري. أخذ على عاتقه قيادة وتعزيز الجناح اليساري لجبهة التحرير القومية الذي بدورة استعاد السلطة في 22 يونيو 1969م «كخطوة تصحيحية».
بعد «الخطوة التصحيحية» انتخب عبد الفتاح إسماعيل لمنصب الأمين العام للجنة المركزية لجبهة التحرير القومية وعضو في هيئة رئاسة مجلس الشعب الأعلى. في عام 1970م انتخب رئيساً للجنة التنفيذية الدائمة. أخذ على عاتقه دوراً بارزاً في إجراء حوار بين الجبهة القومية للتحرير والأحزاب اليسارية الأخرى في جنوب اليمن، أدت هذه الخطوة إلى تشكيل الحزب الاشتراكي اليمني. انتخب أميناً عاماً في أول اجتماع للحزب الاشتراكي اليمني وذلك في أكتوبر 1978م.
في عام 1980م استقال من جميع مناصبة لأسباب صحية وخلفه علي ناصر محمد. مع ذلك فقد تم تعيينة رئيساً للحزب قبل توجهه إلى موسكو لتلقي العلاج الطبي. عاد في 1985م ليواجه أزمة متصاعدة بين علي ناصر محمد وخصومه من الحزب الاشتراكي اليمني.
فتاح لم يلاقي الإنصاف ..
لم يلاقي الانصاف حتى من كانوا معه في النضال
في أكتوبر 1985م تم انتخابه للمكتب السياسي في الحزب الاشتراكي اليمني كأمين عام للجنة المركزية. إلا أن الأزمة انفجرت في 13 يناير 1986م لتتحول إلى صراع دموي عنيف في عدن بين أنصار علي ناصر محمد ومعارضيه. (انظر الحرب الأهلية في جنوب اليمن) استمر القتال لأكثر من شهر وأسفرت الأحداث عن سقوط آلاف الضحايا.

## وفاته
بعد خمس سنوات من عودة عبد الفتاح إسماعيل إلى مدينة عدن، وكان الصراع شديدًا بين علي ناصر محمد، الذي اتهم باحتكار السلطة، وبين علي عنتر، الذي عاد ليعلن تحالفه مع عبد الفتاح إسماعيل ضد علي ناصر محمد، خاصة بعد أن أعفي من منصبه كوزير للدفاع. كان عبد الفتاح قد عُيّن عقب عودته سكرتيرًا للدائرة العامة للحزب الاشتراكي اليمني، غير أن الصراع بين الفريقين اشتد وبلغ ذروته في 13 يناير 1986م، أثناء اجتماع المكتب السياسي في مدينة عدن. أقدم الحارس الشخصي لعلي ناصر محمد على إطلاق النار على أعضاء المكتب السياسي، فقُتل الحارس على الفور، وقُتِل معه صالح مصلح، وعلي شائع هادي، وآخرون، ونجا عبد الفتاح إسماعيل وقد نُقِّل من مقر المكتب السياسي في مدرعة عسكرية مع نائبه علي سالم البيض وقُصفت داره فيما بعد بالمدافع قصفًا عنيفاً، غير أن أخباره انقطعت ولا يزال مصيره مجهولاً. شُكّلت لجنة للتحقيق حول مصيره وكان التقرير الذي خلصت إليه اللجنة قد أكد أنه احترق في مصفحة تعرضت لكمين قرب القيادة البحرية، لكن هذا التقرير لم يقدم دليلاً على ذلك.

## مؤلفاته
- نجمة تقود البحر، ديوان شعر.
- مرحلة الثورة الديمقراطية.
- الثقافة الوطنية.

## روابط خارجية
- عبد الفتاح إسماعيل الجوفي على موقع الموسوعة البريطانية (الإنجليزية)
- عبد الفتاح إسماعيل الجوفي على موقع مونزينجر (الألمانية)

| المناصب السياسية   | المناصب السياسية                            | المناصب السياسية   |
| ------------------ | ------------------------------------------- | ------------------ |
| سبقه سالم ربيع علي | رئيس اليمن الديمقراطية الشعبية 1978 - 1980م | تبعه علي ناصر محمد |